# جری جول
جری جول (انگلیسی: Jerry Juhl؛ ۲۷ ژوئیه ۱۹۳۸ – ۲۶ سپتامبر ۲۰۰۵) یک فیلم‌نامه‌نویس، هنرپیشه و تهیه‌کننده فیلم اهل ایالات متحده آمریکا بود.
از فیلم‌ها یا مجموعه‌های تلویزیونی که وی در آن‌ها نقش داشته‌است، می‌توان به سسمی استریت، فیلم ماپت‌ها، ماپت‌های فضایی و سرود کریسمس ماپت اشاره نمود.
وی همچنین برندهٔ جوایزی همچون جایزه امی ساعات پربیننده شده‌است.